# イバン・マルトス
イバン・マルトス・カンピージョ（Iván Martos Campillo、1997年5月15日 - ）は、スペイン・マンレザ出身のサッカー選手。CDエルデンセ所属。ポジションはディフェンダー。

## クラブ経歴
2018年9月11日、マラガCFとのコパ・デル・レイにてUDアルメリアでのプロデビューを果たした。
2020年10月5日、1シーズンの契約でラージョ・バジェカーノにレンタル移籍をした。
2023年1月19日、2022-23シーズン終了時までFCカルタヘナにレンタル移籍することが決定した。
2023年7月24日、フリーでSDウエスカに移籍し、1年契約を交わした。
2024年8月21日、CDエルデンセに移籍した。